# 罗杰·谢尔曼
罗杰·谢尔曼（英語：Roger Sherman，1721年4月19日—1793年7月23日），是一位美国律师、政治家及开国元勋，曾經出任康涅狄格州纽黑文市的首任市长，是负责起草独立宣言的五人小组成员之一，在建国后先后担任众议员及参议员。
他是唯一一位同时签署美国四项最重要法案文件的建国元勋。这四份文件分别是：《大陆盟约》、《独立宣言》、《邦联条例》及《美国宪法》。托马斯·杰斐逊描述他：“这就是来自康涅狄格州的谢尔曼先生，一生不做口无择言之事（never said a foolish thing in his life）。”

## 早年生涯
谢尔曼出生于波士顿附近的马萨诸塞州牛顿市，两岁时举家搬迁至斯托顿镇（一座南距波士顿17英里，又或27千米的镇子）。此后斯托顿镇的部分区域，即谢尔曼长大的地方，在1797年被坎顿镇合并。谢尔曼接受的教育有限，他只在父亲的图书馆和文法学校内学习，以至于早期以鞋匠谋生。然而，他仍然具备着天生的学习能力，这来自于他能够自由进出他父亲藏书甚多的图书馆，以及有位名在哈佛大学接受过教育的教区牧师塞缪尔·邓巴（Rev. Samuel Dunbar），对他指领教诲；辅导他的数学、科学、文学及宗教。
1743年，由于父亲去世，谢尔曼随母亲和兄弟姐妹徒步搬至康涅狄格州的新米尔福镇，在那里与他的兄弟合伙，开设了镇上的第一家商店。他在短时间内便投入到公民和宗教事务中，之后迅速成为了镇上的领袖人物之一，并最终成为新米尔福镇的镇长。由于出色的数学能力，在1745年他成为了一名纽黑文县的测量员，并于1788年开始为年历进行天文计算。

## 律师及政治生涯

在约翰·特朗布尔的著名画作中，谢尔曼出现在靠前中间位置—就是从左数第二，站在桌子旁那个。这幅画描述了五人小组向国会汇报工作的场景。

虽未接受过任何正规的法律学习，但在当地的一名律师督促下，谢尔曼参加法学预科以准备律师执照考试，并于1754年取得康涅狄格州利奇菲尔德镇的律师执照。在此期间，他写下了《反对不公正的警告》，并于1755至1758年及1760至1761年间，代表新米尔福镇出任康涅狄格州众议院议员。1766年，他被选入康涅狄格州议会的参议院中任职，直至1785年。
1762年，谢尔曼被任命为地方执法官，1765年出任民诉法院法官，1766年至1789年就任康涅狄格高级法院法官。在美国独立战争开始之初，他还曾被任命为康涅狄格军队执事官，这份经历在他被1774年选入大陆会议中发挥了重要作用。他还被任命为耶鲁大学的财务官，并被授予荣誉文学硕士学位。他曾担任宗教学教授多年，与当时最著名的几位神学家保持着常年的通信往来。

## 制宪会议
在1787年制宪会议期间，被召集进行《邦联条例》的修订工作的谢尔曼和奥利弗·埃尔斯沃思，提出了后被称为伟大的妥协（又称康涅狄格妥协）的提案。
在这项提案中，提议所有州无论大小，按各州人口比例选举议员，组成众议院（下院）。除此之外，还设立参议院（上院）。在下院，每一个州的议员按照人口进行分配。而上院则采取无论每州大小，均分配两名参议员。此外，他和詹姆斯威尔逊共同提议“五分之三妥协议案”（即每个奴隶将按五分之三个自由人计算）。该提案对之前弗吉尼亚州代表提出的弗吉尼亚方案和新泽西州代表提出的新泽西方案进行妥协调解，并在之后令多数代表达成了共识，是最终宪法得以成功制订所做出的最重要的一个妥协。
值得一提的是，谢尔曼同样由于反对纸币的个人立场及编写美国宪法第一条第十款而被人纪念。
|  | 威尔逊先生和谢尔曼先生提议在“硬币”后加入这样一句话：“禁止发行纸币；禁止使用金银币以外的任何物品作为偿还债务的货币”使之成为绝对禁令，而不是经由美国立法机关能够制定的实施法案（比如美国宪法第十三修正案）。谢尔曼认为这是对过分依赖纸币的一次有力抗争。如果立法机构批准发行纸币，纸币的朋友们（纸币发行商）将会利用各种手段以获取纸币发行经营许可。 |

## 晚年
在签署了美国宪法后，谢尔曼回到康涅狄格州，继续担任州高级法院法官。随后离任，成为了美国国会一员。
1790年，他和理查德·骆被任命，对混乱又陈旧的康涅狄格州的法令进行大规模的修改工作，并最终取得了巨大成功。1784年，谢尔曼被选为纽黑文市市长，担任此职位直至逝世。
他成为唯一同时签署美国四项最重要法案文件的建国元勋。这四份文件分别是：《大陆盟约》、《独立宣言》、《邦联条例》及《美国宪法》。而缺席签署《大陆盟约》的罗伯特·莫里斯，是同时签署另外三份重大法案文件的除谢尔曼外的唯一一人。

## 逝世及墓址
在被诊断为伤寒症的两个月后，1793年7月23日，谢尔曼于睡梦中死去。费城的《美国公报》在1793年8月17日则报道了另一种诊断说法：“他于五月中旬患病，从那时起身体每况愈下直至去世。他的医生认为是肝脏里出了毛病。”
谢尔曼被安葬在纽黑文绿地，并于1821年，随着墓地的迁移，他的遗体也被移至格罗夫街墓地。

## 纪念
作为开国元勋，美国有大量地名以罗杰谢尔曼命名，其中包括：
- 城镇 
  - 康涅狄格州谢尔曼镇（英语：Sherman, Connecticut）
  - 纽约州谢尔曼村（英语：Sherman (village), New York）
- 街道 
  - 康涅狄格州纽黑文市谢尔曼大街
  - 康涅狄格州哈姆顿市谢尔曼&谢尔曼大街
  - 马萨诸塞州坎顿镇谢尔曼街
  - 威斯康星州麦迪逊市谢尔曼大街
  - 佛罗里达州橙园谢尔曼街
- 雕像 
  - 宾夕法尼亚州费城市国家宪法中心
  - 美国国会山的国家雕像馆（英语：National Statuary Hall Collection）（代表康涅狄格州的二人中的其中之一）[4]
  - 哈特福德的康涅狄格州议会大厦
- 其它
  - 纽黑文市豪依街罗杰谢尔曼宅
  - “罗杰谢尔曼辩论社团”—西康涅狄格州立大学辩论队官方名称
  - 康涅狄格州费尔菲尔德罗杰谢尔曼小学
  - 康涅狄格州新迦南罗杰谢尔曼旅馆
  - 谢尔曼公寓，康涅狄格州曼斯菲尔德康涅狄格大学斯托尔斯校区学生宿舍